# Sladký život na Ibize
Sladký život na Ibize (v německém originále Pura vida Ibiza) je německá filmová komedie z roku 2004. Natočil ji režisér a kameraman Gernot Roll podle scénáře Olivera Huzlyho, Reinharda Kloosse a Fritjofa Hohagena. Do německých kin jej uvedla 12. února 2004 společnost Concorde Filmverleih, v českém znění jej uvedla TV Nova od roku 2005.

## Děj
Film sleduje trojici nerozlučných přátel, kteří se po maturitě rozhodnou strávit léto v turistickém ráji Ibize tak, že se přihlásí jako animátoři zábavního programu v tamním klubu Octopus, místo očekávaného užívání si léta jim však přísná šéfka klubu připraví galeje.

## Postavy a obsazení
| Kristian Erik Kiehling | Ben, maturant a animátor v zácviku, smolař                     |
| Tom Wlaschiha          | Felix, maturant a animátor v zácviku, dobyvatel ženských srdcí |
| Michael Krabbe         | Nick, maturant a animátor v zácviku, nerd                      |
| Julia Dietze           | Carola, Benova nenaplněná školní láska                         |
| Niels Bruno Schmidt    | DJ Kool, Carolin přítel                                        |
| Horst Krause           | Hugo, rekreant                                                 |
| Hilmi Sözer            | Hermes, taxikář                                                |
| Victor Schefé          | Matze, submanažer klubu Octopus                                |
| Judith Richter         | Michelle, zkušená animátorka klubu Octopus                     |
| Natascha Romano        | Walli, rekreantka                                              |
| Maxi Warwel            | Franzi, rekreantka svádějící Nicka                             |
| Katja Flint            | Anna, šéfka klubu Octopus                                      |